# Jaime Amín
Jaime Alejandro Amín Hernández (Magangué, Bolívar) é um advogado e cientista político colombiano. Foi representante à Câmara (deputado federal) e candidato  ao governo do Atlántico. Nas eleições legislativas de 2014 foi eleito senador da República pelo Centro Democrático, tomando posse no dia 20 de julho de 2014.

## Biografia
Amín Hernández nasceu em Magangué, é advogado  formado pela Universidade do Norte, com especialização em Alta direção do estado e em Direito processual civil, pelaa Universidade do Rosario. No ano de 1997 foi designado Gerente da Loteria do Atlántico Foi também Presidente da Federação Nacional de Loterias, Secretário privado do governador do Atlántico Nelson Pólo e Governador encarregado do departamento. No ano de 2010 foi secretário privado de Eduardo Verano de La Rosa. Em 2011 lançou-se candidato ao de Atlántico com o aval do Partido Social de Unidade Nacional. 

### Representante à Câmara (2002 - 2006)
No ano de 2002 foi eleito  como representante à Câmara de Representantes (deputado federal) pelo movimento cívico Seriedade Colômbia. Na Câmara apresentou  a Lei de Assédio Trabalhista, a Lei dos Órfãos da Aids, a Lei dos Consumidores e a Lei de Habeas Data.

### Senador da República (2014-2018)
Para as eleições legislativas de 2014, Amín Hernández fez parte da lista fechada ao Senado da República do movimento político Centro Democrático, encabeçada pelo ex-presidente Álvaro Uribe. Amín ocupou a posição 14 da lista e foi eleito senador para o período 2014-2018. Tomou posse no cargo no dia 20 de julho de 2014.